# AIM-26 Falcon
AIM-26 Falcon var en större och tyngre variant av AIM-4 Falcon avsedd att bära en kärnvapenladdning.

## Utveckling
1956 började Hughes Aircraft att utveckla en uppförstorad version av AIM-4 Falcon för att bära en kärnladdning avsedd att användas mot armador av bombflygplan. För att få plats med den var man tvungen att öka diametern på kroppen från 163 mm till 290 mm (en ökning på 80%). Roboten försågs också med semiaktiv radarmålsökare för att kunna anfalla målet från alla vinklar. Roboten styrdes mot målet med radarsiktet MA-1.
AIM-26 hade samma W54 kärnladdning som Davy Crockett (0,25 kT) och inte den större laddningen som AIR-2 Genie bar (1,5 kT). Ett problem med kärnvapenladdade jaktrobotar var att de inte kunde användas mot mål på låg höjd i eget luftrum av risk för radioaktivt nedfall. Därför byggdes en version med en kraftig, konventionell sprängladdning med beteckningen AIM-26B.
I takt med att de politiska nackdelarna med kärnvapenladdade jaktrobotar blev allt mer påtagliga avvecklades AIM-26 och kärnladdningarna flyttades över till AGM-62 Mk6.

## Robot 27
Redan 1958 började Sverige att förhandla med USA om att få köpa Falcon-robotar med Infraröd målsökare och semiaktiv radarmålsökare. AIM-4A bedömdes ha för klen sprängladdning och valet föll i stället på AIM-26B. Denna robot licenstillverkades av SAAB under namnet Robot 27 (Rb 27) och fick nytt zonrör samt anpassades till Drakens radar PS-01/011.

## HM-55
De förbättringar som SAAB införde återanvändes av Hughes i en exportmodell av AIM-26B kallad HM-55 som bland annat köptes av Schweiz som beväpning på deras Mirage IIIS.